# Kiril Topalow

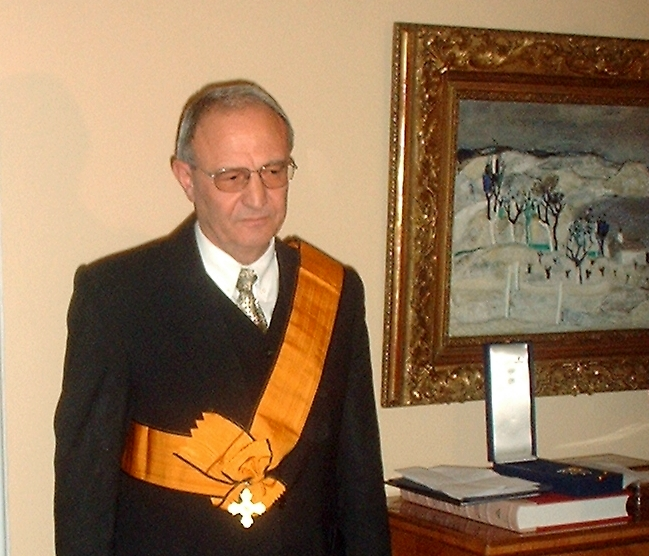
Kiril Topalow mit dem ihn 2002 überreichten Phönix-Orden

Kiril Ljubomirow Topalow (auch Kyril Ljubomirov Topalov oder Cyril Ljubomirov Topalov geschrieben, bulgarisch Кирил Любомиров Топалов; * 21. Mai 1943 in Sofia in Bulgarien) ist ein bulgarischer Schriftsteller, Kritiker, Dramatiker, Übersetzer, Dozent für Altbulgarisch und Diplomat. Er ist Mitglied des Verbands der bulgarischen Schriftsteller, der Vereinigung der bulgarischen Schriftsteller, der griechischen Akademie Arkadia sowie des Verbandes der griechischen Schriftsteller und Übersetzer.

## Leben
Kiril Topalow wurde am 21. Mai 1943 in Sofia, in einer Flüchtlingsfamilie aus Mazedonien (siehe Makedonische Bulgaren) geboren. Seine Familie entstammte aus der mazedonischen Stadt Debar (heute Nordmazedonien). 1961 beendete er in Sofia das Gymnasium und wurde daraufhin in die bulgarische Armee eingezogen. Seinen Wehrdienst leistete er bis 1964 in der bulgarischen Schwarzmeermarine in Warna ab. 1968 absolvierte sein Studium der Bulgarischen Philologie an der Universität Sofia. Zwischen 1969 und 1970 arbeitete er als Philologe an der Bulgarischen Akademie der Wissenschaften. Zwischen 1970 und 1976 promovierte Topalow an der Universität Sofia unter Peter Denekow, dessen Assistent er zwischen 1974 und 1982 war. In dieser Zeit schloss er 1976 seine Promotion zum Thema Probleme der Poesie der bulgarische Aufklärung (aus dem bulg. Проблеми на поетиката на възрожденската поезия) ab und habilitierte sich im Jahr 1982.
Zwischen 1977 und 1989 arbeitete Topalow als Redakteur im Verlag Bulgarischer Schriftsteller (aus dem bulg. Български писател/Balgarski pisatel).
Ab 1992 war Kiril Topalow für zwei Jahre Dozent für Bulgarische Sprache und Kultur an der französischen Universität Aix. Nach einer Station als Direktor der bulgarischen Nationalbibliothek (ab 1997) war Topalow von 1998 bis 2002 bulgarischer Botschafter in Griechenland, wo er sich für den Abbau der Visabeschränkungen für Bulgaren, die Aufnahme Bulgariens in die NATO sowie für den Ausbau der Verkehrswege und Grenzübergänge in den Rhodopen zwischen den beiden Ländern einsetzte. Er setzte sich ferner für die Rechte der großen bulgarischen Diaspora in Griechenland ein. Für den Einsatz in seiner Botschafterzeit wurde er von der griechischen Regierung mit dem Phönix-Orden geehrt.
Nach seiner Rückkehr in Bulgarien wurde Topalow 2002 Professor für Literatur der bulgarischen Aufklärung (Wiedergeburtszeit) an der Universität Sofia und später für Bulgarische Literatur an der Nationale Akademie für Theater- und Filmkunst „Krastjo Sarafow“, Neuen Bulgarischen Universität und dem Art-Colleg in Sofia.
Zum Ratsmitglied der Großen Gemeinde von Sofia wurde Topalow im Jahr 2003 gewählt und war nachfolgend Vorsitzender der Gemeindekommission für Europa-Integration und Beziehungen zur Zivilgesellschaft. Auf seine Initiative wurde ein Großteil der bis dahin nur nummerierten Straßen von Sofia mit Namen bekannter bulgarischer Schriftsteller, Wissenschaftler, Schauspieler und weiterer Kulturschaffender oder derer Werke versehen. Im selben Jahr brachte die Universität Sofia anlässlich des 60. Geburtstags von Topalow eine Festschrift heraus.
Topalow war zwischen 2002 und 2005 Vorsitzender des Verwaltungsrats des Euro-atlantischer Sicherheitscenter, ab 2003 der Stiftung Akademie der Balkanzivilisation (aus dem bulg. Академия за балканска цивилизация) und der Nationalen Assoziation Georgi Sawa Rakowski (aus dem Bulg. Национална асоциация „Георги С. Раковски“). Er war 2004 einer der Gründer und bis 2007 erster Direktor des Instituts für Demokratie und Stabilität in Südosteuropa (aus dem bulg. Институт за демокрация и стабилност в Югоизточна Европа). In dieser Zeit war Topalow ab 2004 Vorsitzender der bulgarischen Sektion der International Society of Friends of Nikos Kazantzakis und Mitglied in deren Weltvorstand.
Nach den Präsidentschaftswahlen von 2011 wurde Topalow 2012 im Kabinett des Präsidenten Rossen Plewneliews Berater für Kultur, Geistlichkeit und Nationale Identität sowie dessen Sekretär. Ein Jahr später, als Topalow seinen Roman Hej Krali Marko (aus dem bulg. Хей, Крали Марко) herausgab, wurde er zum bulgarischen Botschafter am Sitz des Heiligen Stuhls im Vatikan ernannt. Diesen Posten hatte er bis 2019 inne.

## Werke (Auswahl)
- Бягай... Обичам те, Roman, Verlag Народна младеж, 1976
- Бунтовна светлина, Kindergeschichten, Verlag Народна младеж, 1978
- От тук до хоризонта, Roman, Георги Бакалов – Варна, 1980
- Будилник с латерна, Kindergeschichten, Verlag Народна младеж, 1981
- Grigor Parlitschew. Leben und Werk (aus dem Bulg. Григор Пърличев. Живот и дел), Verlag Balgarski Pisatel, 1982
- Нерви, Roman, Verlag Военно издателство, 1989; Zweite Herausgabe vom Verlag Образование и наука, 1994, ISBN 9544010068
- Петко Славейков, Roman, Verlag Народна младеж, 1990
- Венценосецът, Verlag Abagar, 1993
- Маймунска история, Verlag Literaturen forum, 1997, ISBN 9549502090
- μια ζωή χωρίς εσένα (griechisch), Verlag Ekdotikos Oikos A. A. Livani, 1999, ISBN 9601400753
- Избрани романи, Universitätsverlag Kl. Ohridski, 2003
- Избрани произведения в четири тома. I и II том – романи, III т. – пиеси, IV т. – разкази, Университетско издателство „Св. Кл. Охридски“, 2005 – 2007
- Hej Krali Marko (aus dem bulg. Хей, Крали Марко) Roman, Universitätsverlag Kl. Ohridski, 2013
- Rakovski kai Rēgas sta politismiko-historika protypa tēs anagennēsēs tōn Valkaniōn, Verlag Ekdosē Epistēmonikēs Hetaireas Meletēs Pherōn-Velestinou-Rēga, 2011, ISBN 9606733114
- Literatur für 8. te Klasse, Schulbuch Hrsg. mit A. Malinow, Verlag Prosweta plus, 2017